# Ophiura atacta
Ophiura atacta è un echinoderma appartenente al genere Ophiura.